# Alsjön (Ljusdals socken, Hälsingland)
Alsjön är en sjö i Ljusdals kommun i Hälsingland och ingår i Ljusnans huvudavrinningsområde. Sjön är 15 meter djup, har en yta på 2,82 kvadratkilometer och är belägen 192 meter över havet. Sjön avvattnas av vattendraget Dysån.

## Delavrinningsområde
Alsjön ingår i det delavrinningsområde (688172-150821) som SMHI kallar för Utloppet av Alsjön. Medelhöjden är 234 meter över havet och ytan är 24,22 kvadratkilometer. Räknas de 14 avrinningsområdena uppströms in blir den ackumulerade arean 159,25 kvadratkilometer. Dysån som avvattnar avrinningsområdet har biflödesordning 3, vilket innebär att vattnet flödar genom totalt 3 vattendrag innan det når havet efter 152 kilometer. Avrinningsområdet består mestadels av skog (79 procent). Avrinningsområdet har 2,92 kvadratkilometer vattenytor vilket ger det en sjöprocent på 12,1 procent.